# Storia del Terzo Reich
Storia del Terzo Reich (titolo originale The Rise and Fall of the Third Reich) è un saggio storico del 1960 di William Shirer. Vi si narrano le vicende relative all'ascesa, l'affermazione e la repentina caduta del nazismo in Germania, e della figura umana che ne fu interprete pressoché assoluta, Adolf Hitler.
Malgrado la notevole dimensione, l'opera ebbe fin dall'uscita un successo editoriale straordinario, con più di due milioni di volumi venduti nei soli Stati Uniti, venendo tradotta in molti paesi, e rimane ad oggi l'opera storiografica sul nazismo di maggior successo e diffusione, venendo ancora pubblicata a più di cinquant'anni dalla prima uscita in numerose edizioni. Nel 1961 ha vinto il National Book Award nella sezione saggistica (non fiction).

## Contenuto
Il libro si apre con una premessa, in cui l'autore illustra i presupposti che hanno permesso di cimentarsi in un'opera così complessa ed ambiziosa: la messa a disposizione degli storici di una quantità di documenti straordinaria, situazione mai verificatasi prima in occasione di eventi storici di questa portata. La rapida disfatta del regime nazista ebbe infatti come conseguenza il ritrovamento e l'acquisizione da parte dei vincitori degli archivi dei più importanti centri di potere del Terzo Reich: il Ministero degli esteri, l'Esercito, la Marina, il Partito nazionalsocialista e la polizia segreta (Gestapo), quasi sempre sostanzialmente intatti.
Furono inoltre recuperati anche molti resoconti di colloqui e carteggi riservati, registrazioni telefoniche e diari personali di personaggi chiave, di cui particolare rilevanza assumono quelli di Joseph Goebbels, Franz Halder e Galeazzo Ciano. Grazie a questo materiale, ed attingendo ad ulteriori prove testimoniali e documentali, l'autore può così comporre un resoconto accurato degli eventi che portarono Adolf Hitler e il gruppo di personaggi spesso alquanto pittoreschi che lo accompagnarono nella sua tragica parabola alla conquista del potere assoluto in Germania, attraverso i fasti e le miserie di uno dei regimi dittatoriali più aberranti della storia moderna.
La narrazione parte dall'infanzia di Adolf Hitler, accompagnandolo nelle prime esperienze politiche, giovane e spiantato vagabondo nella Vienna d'inizio XX secolo, e continua con la rapida ascesa a capo di un piccolo partito durante gli anni turbolenti della Repubblica di Weimar, sino al primo fallimentare tentativo di prendere il potere nel Putsch di Monaco del 1923, passo falso che con grande abilità è stato trasformato in un trampolino di lancio per una crescita inarrestabile, con cui il Partito nazionalsocialista, grazie alla spregiudicata guida del suo leader, dimostratosi abilissimo nel manipolare situazioni e uomini a proprio vantaggio, riesce alla fine ad imporsi, spazzando via rapidamente qualsiasi opposizione e parvenza di democrazia.
Ottenuto il controllo totale di tutti gli organi politici e di informazione, vengono descritti i metodi utilizzati per rafforzare e mantenere il consenso attorno alla figura mitizzata del dittatore infallibile, unica guida per un unico popolo, e come questo abbia alla fine condotto il Paese all'azzardo della seconda guerra mondiale, risoltosi con il crollo totale del regime e la devastazione della Germania. Il tutto accompagnato dalla testimonianza diretta degli eventi vissuti dall'autore dall'interno del Paese tedesco fino al dicembre del 1940, quando, nel timore di essere accusato di spionaggio e di essere incarcerato, lasciò Berlino.

## Edizioni italiane
- William Shirer, Storia del Terzo Reich, traduzione di Gustavo Glaesser, Collana Biblioteca di cultura storica n. 73, Torino, Einaudi, 1962.
- Storia del Terzo Reich, traduzione di Gustavo Glaesser, 2 voll., Collana Piccola Biblioteca n. 69, Einaudi, Iª ed. 1965.
- Storia del Terzo Reich, 4 voll. con ampi inserti fotografici, Milano, Fabbri Editore, 1978.
- Storia del Terzo Reich, traduzione di Gustavo Glaesser, 2 voll., Collana ET Storia, Einaudi, 2014, ISBN 978-88-06-22079-2.
- Storia del Terzo Reich, traduzione di Gustavo Glaesser, 2 voll., E-book, Torino, Einaudi, 2017, ISBN 978-8858426661.